# Nereo Rocco
Nereo Rocco (20 tháng 5 năm 1912 – 20 tháng 2 năm 1979) là cựu cầu thủ và huấn luyện viên người Italia. Được coi là một trong những huấn luyện viên vĩ đại nhất lịch sử bóng đá, ông đặc biệt thành công khi dẫn dắt hàng loạt câu lạc bộ Italia, đặc biệt giành được nhiều danh hiệu quốc nội và quốc tế với A.C. Milan và là một trong những người đặt nền móng cho trường phái catenaccio lừng danh của đất nước này.

## Danh hiệu
A.C. Milan
- Serie A (2): 1961–62, 1967–68
- Coppa Italia (3): 1971–72, 1972–73, 1976–77
- Cúp châu Âu (2): 1962–63, 1968–69
- Cúp các câu lạc bộ đoạt cúp bóng đá quốc gia châu Âu (2): 1967–68, 1972–73
- Cúp bóng đá liên lục địa (1): 1969

Cá nhân
- Seminatore d'Oro: 1962–63
- Hall of Fame del calcio italiano: 2012[3]